# Барунцзе
Барунцзе (непальск. பாருன்டிஸ்) — гора, расположенная в районах Солукхумбу и Санкхувасабха 1-й провинции Федеративной Демократической Республики Непал.
Абсолютная высота составляет 7139 метра, в то время как относительная — лишь 979 метров.

## География
Является частью хребта Махалангур-Химал горной системы Гималаи, расположена на востоке Непала, близ границы с Китайской Народной Республикой.

## Восхождения
Наиболее простой маршрут восхождения пролегает по южному хребту: в этом случае альпинисты имеют возможность сначала подняться на менее высокий (6476 метров) пик Мера, чтобы акклиматизироваться.
30 мая 1954 года экспедиция из Новой Зеландии под руководством сэра Эдмунда Персиваля Хиллари поднялась на вершину горы по южному хребту, а 27 апреля 1980 года экспедиция из Испании (в составе которой также был альпинист из США Карлос Бюлер) под руководством Хуана Хосе Диаса впервые покорила вершину, поднявшись по восточному хребту.
В 2010 году девятнадцатикратный покоритель Джомолунгмы Чхеванг Нима погиб на Барунцзе из-за обрушившегося снежного карниза.